# Eugenika ve Spojených státech amerických
Eugenika, snaha vylepšit genetické složení lidské populace za pomoci selektivního křížení a sterilizace, hrála významnou roli v historii a kultuře Spojených států. Vrcholu popularity dosáhla na počátku 20. století, kdy ji většina společnosti přijímala jako užitečnou metodu k udržování řádu a usměrňování vývoje společnosti.
Na základě eugenických pohledů na společnost došlo nejprve k zakládání řady spolků snažících se osvětovými a sociálními programy usměrovat rozmnožování jednotlivých složek společnosti, později pak i k tvorbě cíleně eugenických zákonů, které např. stanovily kvóty pro rasově definované skupiny imigrantů či nařizovaly sterilizaci geneticky postižených, zločinců a vagabundů.
Eugenika byla v USA praktikována mnoho let před spuštěním eugenických programů nacistického Německa a americké programy byly pro své německé následovníky zdrojem inspirace. Tato nepřehlédnutelná souvislost značně poškodila reputaci eugeniky v USA, jakož i ostatních zemích, a přispěla k jejímu úpadku.